# Список Героев Социалистического Труда (Субаев — Сяплов)
Эта страница является частью списка Героев Социалистического Труда и перечисляет в алфавитном порядке лиц, удостоенных звания Героя Социалистического Труда, чьи фамилии начинаются с буквы «С», от Субаев до Сяплов.
- Список не включает дважды и трижды Героев Социалистического Труда, а также лиц, лишённых этого звания.
- Список содержит информацию о датах жизни, роде деятельности и дате присвоения звания Героя.
- Герои, удостоенные звания посмертно, выделены в списке  серым цветом .
- Герои, сменившие фамилию после присвоения звания, приводятся в списках дважды, при этом строка с новой фамилией выделяется  бежевым цветом  и не имеет номера.

## Список людей, фамилии которых начинаются с «С»
| Навигационная таблица | Навигационная таблица    |
| --------------------- | ------------------------ |
| «С»                   | Саакян — Сальникова      |
| «С»                   | Самадалашвили — Саяхимов |
| «С»                   | Сборщикова — Сечина      |
| «С»                   | Сибиркин — Сиюхов        |
| «С»                   | Скаженик — Смыслин       |
| «С»                   | Снегирёв — Союстов       |
| «С»                   | Спаривак — Стычинский    |
| «С»                   | Субаев — Сяплов          |

| №         | Фамилия, имя, отчество             | Даты жизни              | Деятельность | Дата присвоения | ГС         |
| --------- | ---------------------------------- | ----------------------- | --- | --------------- | ---------- |
| 1         | Субаев Фатых Юсупович              | 05.07.1911 — 26.09.1978 | Шофёр автоколонны № 1222 Башкирского управления автомобильного транспорта Министерства автомобильного транспорта и шоссейных дорог РСФСР, гор. Уфа                                                        | 05.10.1966      | [ ГС 1 ]   |
| 2         | Субботин Александр Александрович   | 21.02.1911 — 30.01.1990 | Управляющий трестом «Красноармейскуголь» комбината «Москвоуголь» Министерства угольной промышленности западных районов СССР, Тульская область                                                             | 28.08.1948      | [ ГС 2 ]   |
| 3         | Субботин Василий Викторович        | 11.02.1900 — 14.06.1971 | Бригадир ордена Трудового Красного Знамени колхоза имени НКВД Верхне-Муллинского района Молотовской области                                                                                               | 19.03.1948      | [ ГС 3 ]   |
| 4         | Субботин Василий Михайлович        | 1920—1973               | Звеньевой ордена Трудового Красного Знамени колхоза имени НКВД Верхне-Муллинского района Молотовской области                                                                                              | 28.04.1949      | [ ГС 4 ]   |
| 5         | Субботин Михаил Иванович           | 27.10.1911 — 04.02.1978 | Директор Пермского моторостроительного завода имени Я. М. Свердлова Министерства авиационной промышленности СССР                                                                                          | 22.07.1966      | [ ГС 5 ]   |
| 6         | Субботина Мария Алексеевна         | род. 23.12.1928         | Доярка совхоза «Верхнемуллинский» Пермского района Пермской области | 22.03.1966      | [ ГС 6 ]   |
| 7         | Суботня Ирина Терентьевна          | 1910 — ????             | Звеньевая колхоза «Социалистична перебудова» Лысогорского района Николаевской области | 16.02.1948      | [ ГС 7 ]   |
| 8         | Субочев Александр Михайлович       | 03.01.1931 — 21.11.2015 | Бригадир слесарей Людиновского тепловозостроительного завода Министерства тяжёлого, энергетического и транспортного машиностроения СССР, Калужская область                                                | 05.04.1971      | [ ГС 8 ]   |
| 9         | Субочев Василий Васильевич         | 19.12.1918 — 16.03.1985 | Бывший председатель колхоза «Новая жизнь» Шиловского района Рязанской области, ныне председатель исполкома Ерахтурского районного Совета депутатов трудящихся                                             | 08.01.1960      | [ ГС 9 ]   |
| 10        | Субханов Курбанназар               | 1914—1977               | Врач центральной районной больницы Марыйского района Туркменской ССР | 04.02.1969      | [ ГС 10 ]  |
| 11        | Суворов Николай Иванович           | 22.08.1921 — 28.05.2014 | Шофёр Гомельского леспромхоза Министерства лесной и деревообрабатывающей промышленности Белорусской ССР, Чериковский район Могилёвской области                                                            | 07.05.1971      | [ ГС 11 ]  |
| 12        | Суворова Евдокия Ивановна          | 13.08.1924 — 18.10.2006 | Агроном-виноградарь виноградарского совхоза «Шабо» Министерства пищевой промышленности Украинской ССР, Белгород-Днестровский район Одесской области                                                       | 26.04.1971      | [ ГС 12 ]  |
| 13        | Суворова Марина Степановна         | 25.08.1916 — 23.02.2000 | Звеньевая Земетчинского свеклосовхоза Министерства пищевой промышленности СССР, Земетчинский район Пензенской области                                                                                     | 18.05.1948      | [ ГС 13 ]  |
| 14        | Суворова Мария Васильевна          | 03.04.1923 — 10.01.1988 | Телятница совхоза «Ждановский» Краснокутского района Саратовской области | 08.04.1971      | [ ГС 14 ]  |
| 15        | Сугатов Фёдор Изотович             | 19.02.1910 — 09.07.2003 | Кузнец вагонного депо Первая Речка Дальневосточной железной дороги, Приморский край | 01.08.1959      | [ ГС 15 ]  |
| 16        | Судаков Александр Евстафьевич      | 14.08.1912 — 21.10.1972 | Управляющий отделением совхоза «Бердский» Искитимского района Новосибирской области | 08.04.1971      | [ ГС 16 ]  |
| 17        | Судачёк Тимофей Николаевич         | 16.05.1908 — 02.01.1968 | Председатель колхоза имени Ленина Джулинского района Винницкой области | 26.02.1958      | [ ГС 17 ]  |
| 18        | Судейко Степан Владимирович        | 22.12.1905 — 22.09.1976 | Секретарь Горловского горкома Компартии Украины, Сталинская область | 26.04.1957      | [ ГС 18 ]  |
| 19        | Судиловский Пётр Михайлович        | 13.02.1928 — 14.02.2000 | Директор Белорусского калийного комбината «Белорускалий» имени 50-летия СССР Министерства химической промышленности СССР, Минская область                                                                 | 15.01.1974      | [ ГС 19 ]  |
| 20        | Судников Павел Дмитриевич          | 25.06.1913 — 11.02.1995 | Старший дежурный помощник начальника оперативно-распорядительного отдела службы движения Белорусской железной дороги, Минская область                                                                     | 01.08.1959      | [ ГС 20 ]  |
| 21        | Судовых Мария Андриановна          | 07.08.1904 — 24.07.1987 | Заведующая свинотоварной фермой колхоза «Борьба» Спасского района Рязанской области | 07.02.1957      | [ ГС 21 ]  |
| 22        | Судрабкалн Ян                      | 17.05.1894 — 04.09.1975 | Латышский поэт, академик Академии наук Латвийской ССР, гор. Рига | 16.05.1974      | [ ГС 22 ]  |
| 23        | Судья Григорий Григорьевич         | 1928 — ????             | Комбайнёр совхоза «Коммунист» Драбовского района Черкасской области | 24.12.1976      |            |
| 24        | Суеркулов Шамшидин Суеркулович     | 05.12.1929 — 30.05.1992 | Заведующий отделением Ленинской районной больницы Ошской области Киргизской ССР | 23.10.1978      | [ ГС 23 ]  |
| 25        | Суздальцев Александр Иванович      | род. 12.10.1937         | Оператор по добыче нефти и газа нефтегазодобывающего управления «Нижневартовскнефть» имени В. И. Ленина Главтюменнефтегаза Министерства нефтяной промышленности СССР, Ханты-Мансийский национальный округ | 12.05.1977      | [ ГС 24 ]  |
| 26        | Суйсубаев Отызбек                  | 1892—1949               | Старший чабан колхоза «Сага-Курес» Аксуйского района Талды-Курганской области | 23.07.1948      | [ ГС 25 ]  |
| 27        | Сук Иван Яковлевич                 | 08.02.1921 — 24.04.1978 | Путеец 79-го восстановительного железнодорожного батальона 5-й железнодорожной бригады, красноармеец | 05.11.1943      | [ ГС 26 ]  |
| 28        | Сукачёв Борис Иванович             | 08.08.1928 — 11.12.2015 | Бригадир тракторной бригады колхоза «Большевик» Роменского района Сумской области | 31.12.1965      | [ ГС 27 ]  |
| 29        | Сукачёв Владимир Николаевич        | 07.06.1880 — 09.02.1967 | Заведующий лабораторией Ботанического института Академии наук СССР, академик АН СССР, гор. Ленинград | 08.06.1965      | [ ГС 28 ]  |
| 30        | Сукачёва Татьяна Яковлевна         | 1907 — ????             | Доярка Первухинского свеклосовхоза Министерства пищевой промышленности СССР, Богодуховский район Харьковской области                                                                                      | 15.08.1951      |            |
| 31        | Сукиасян Геворк Хачатурович        | 1894—1979               | Директор Октемберянской МТС Октемберянского района Армянской ССР | 16.10.1950      | [ ГС 29 ]  |
| 32        | Суковенко Мария Петровна           | 20.10.1920 — 14.07.1996 | Звеньевая колхоза имени Чапаева Нехворощанского района Полтавской области | 10.05.1948      | [ ГС 30 ]  |
| 33        | Суконников Александр Игнатьевич    | 23.02.1912 — 01.09.1985 | Бригадир колхоза «Трудовик» Неверкинского района Пензенской области | 02.04.1948      | [ ГС 31 ]  |
| 34        | Сукретный Михаил Иванович          | род. 1931               | Токарь Киевского производственного объединения полимерного машиностроения «Большевик» Министерства химического и нефтяного машиностроения СССР                                                            | 11.03.1981      |            |
| 35        | Сулагин Андрей Иванович            | 14.09.1909 — 1990       | Бригадир комплексной бригады плотников строительного участка № 1 треста «Спецпромстрой» Ярославского совнархоза                                                                                           | 09.08.1958      | [ ГС 32 ]  |
| 36        | Суладзе Григорий Иванович          | 1911 — ????             | Звеньевой колхоза имени Будённого Зестафонского района Грузинской ССР | 09.08.1949      | [ ГС 33 ]  |
| 37        | Сулайманов Худоёр                  | 1925 — ????             | Бригадир колхоза «Москва» Кызылтепинского района Бухарской области | 20.02.1978      | [ ГС 34 ]  |
| 38        | Сулайманова Кульсара               | 01.01.1930 — 12.06.2025 | Звеньевая колхоза имени Панфилова Калининского района Киргизской ССР | 31.12.1965      | [ ГС 35 ]  |
| 39        | Сулаквелидзе Сехний Михайлович     | род. 1925               | Звеньевой колхоза «Цители варсквлави» Кутаисского района Грузинской ССР | 05.07.1951      |            |
| 40        | Сулейманов Абдусаттар              | 1940 — 23.05.1989       | Звеньевой совхоза имени Пятилетия Узбекской ССР Галабинского района Ташкентской области | 06.03.1980      | [ ГС 36 ]  |
| 41        | Сулейманов Алы Сулейман оглы       | 1880 — 01.05.1959       | Звеньевой колхоза «Комсомол» Казахского района Азербайджанской ССР | 19.07.1949      |            |
| 42        | Сулейманов Искендер Иса оглы       | 1927 — 27.09.1984       | Звеньевой колхоза имени Багирова Таузского района Азербайджанской ССР | 12.07.1950      |            |
| 43        | Сулейманов Кильдебай Сулейманович  | 27.01.1943 — 23.03.2021 | Скотник Таналыкского совхоза Хайбуллинского района Башкирской АССР | 06.09.1973      | [ ГС 37 ]  |
| 44        | Сулейманов Сулейман Багир оглы     | 1899 — 29.11.1978       | Чабан колхоза имени Сталина Агджабединского района Азербайджанской ССР | 21.11.1958      |            |
| 45        | Сулейманов Турсунали               | 1897 — 15.09.1971       | Председатель колхоза имени Андреева Ошского района Ошской области | 15.02.1957      | [ ГС 38 ]  |
| 46        | Сулейманов Умуд Сулейман оглы      | 1903 — ????             | Секретарь Нухинского городского комитета Компартии (большевиков) Азербайджана | 01.07.1949      |            |
| 47        | Сулейманов Фатих Каюмович          | 25.07.1924 — 14.05.1997 | Волочильщик Белорецкого металлургического комбината Министерства чёрной металлургии СССР, Башкирская АССР                                                                                                 | 22.03.1966      | [ ГС 39 ]  |
| 48        | Сулейманова Халимахон              | 30.06.1907 — ????       | Звеньевая колхоза имени Кагановича Кокташского района Сталинабадской области | 19.03.1947      | [ ГС 40 ]  |
| 49        | Сулейменов Балгабек Камелевич      | 21.01.1924 — 08.07.1978 | Старший скотник племенного завода «Чалобай», Жарминский район Семипалатинской области | 08.04.1971      | [ ГС 41 ]  |
| 50        | Сулейменов Искак                   | 1916 — ????             | Бригадир колхоза «Октябрь» Джамбулского района Джамбулской области | 28.03.1948      | [ ГС 42 ]  |
| 51        | Суликбаев Ахмедьяр                 | 1908 — ????             | Старший чабан каракулеводческого совхоза «Уч-Аджи» Министерства внешней торговли СССР, Байрам-Алийский район Марыйской области                                                                            | 15.09.1948      | [ ГС 43 ]  |
| 52        | Сулима Иван Афанасьевич            | род. 1929               | Комбайнёр колхоза имени XXI партсъезда Красноградского района Харьковской области | 23.06.1966      | [ ГС 44 ]  |
| 53        | Султамуратов Сапарбай              | 1892 — 1977             | Старший табунщик колхоза «Интимак» Яны-Курганского района Кзыл-Ординской области | 23.07.1948      | [ ГС 45 ]  |
| 54        | Султанов Абдрахман                 | 1918 — ????             | Бригадир колхоза «Красная заря» Мирзачульского района Ташкентской области | 13.06.1950      | [ ГС 46 ]  |
| 55        | Султанов Агабай                    | 1900 — ????             | Директор каракулеводческого совхоза «Ербентский» Министерства внешней торговли СССР, Ашхабадский район Ашхабадской области                                                                                | 15.09.1948      |            |
| 56        | Султанов Кадыркул                  | 1912 — 10.02.1987       | Председатель колхоза имени Карла Маркса Верхне-Волынского района Ташкентской области | 11.01.1957      | [ ГС 47 ]  |
| 57        | Султанов Кадырмат                  | 1905 — 08.1957          | Первый секретарь Ленинского райкома Компартии Киргизии, Джалал-Абадская область | 15.02.1957      | [ ГС 48 ]  |
| 58        | Султанов Камал                     | 1911 — ????             | Бригадир колхоза «Коммунизм» Ленинского района Ошской области | 08.04.1971      | [ ГС 49 ]  |
| 59        | Султанов Карабай                   | 1872 — ????             | Звеньевой колхоза имени Маркса Средне-Чирчикского района Ташкентской области | 27.04.1948      |            |
| 60        | Султанов Рахматбой                 | 1899 — ????             | Звеньевой колхоза имени Сталина Ленинабадского района Ленинабадской области | 01.03.1948      |            |
| 61        | Султанов Хатмулла Асылгареевич     | 20.08.1924 — 04.03.1994 | Бурильщик Октябрьского управления буровых работ объединения «Башнефть» Министерства нефтяной промышленности СССР, Башкирская АССР                                                                         | 30.03.1971      | [ ГС 50 ]  |
| 62        | Султанов Шариф Хабибуллинович      | 09.08.1913 — 10.05.1998 | Председатель колхоза имени Салавата Кушнаренковского района Башкирской АССР | 22.03.1966      | [ ГС 51 ]  |
| 63        | Султанова Алияхан                  | 1919 — ????             | Звеньевая колхоза имени Кирова Бувайдинского района Ферганской области | 03.11.1951      | [ ГС 52 ]  |
| 63.000001 | Султанова Лидия Ивановна           | 18.10.1930 — 11.11.1990 | Звеньевая колхоза «Красная звезда» Пластуновского района Краснодарского края | 02.06.1950      | [ ГС 53 ]  |
| 64        | Султанова Турдыгуль                | 1915 — ????             | Бригадир совхоза имени Куйбышева Кегейлийского района Каракалпакской АССР | 08.04.1971      | [ ГС 54 ]  |
| 65        | Сулятицкая Мария Николаевна        | род. 1938               | Доярка колхоза имени Я. Галана Косовского района Ивано-Франковской области | 06.03.1981      |            |
| 66        | Сумина Анна Кузьминична            | 1928 — ????             | Звеньевая Алма-Атинского табаководческого совхоза Министерства пищевой промышленности СССР, Илийский район Алма-Атинской области                                                                          | 06.10.1950      | [ ГС 55 ]  |
| 67        | Сумская Лидия Петровна             | 04.06.1928 — 22.11.2015 | Комбайнёр совхоза «Жаркольский» Чистопольского района Кокчетавской области | 19.02.1981      | [ ГС 56 ]  |
| 68        | Сунарчин Аваль Хаджаевич           | 28.10.1911 — 06.01.1995 | Управляющий трестом «Востокнефтепроводстрой» Министерства газовой промышленности СССР, Башкирская АССР | 30.03.1971      | [ ГС 57 ]  |
| 69        | Сундетов Айтжан                    | 1894 — 26.08.1973       | Старший табунщик колхоза Нугайбайского сельсовета Урдинского района Западно-Казахстанской области | 22.10.1949      | [ ГС 58 ]  |
| 70        | Сундуев Дашинима Буодиевич         | 1940—1997               | Чабан колхоза имени Карла Маркса Баргузинского района Бурятской АССР | 13.03.1981      | [ ГС 59 ]  |
| 71        | Сунчалиева Алия Абдуллаевна        | 12.08.1926 — 04.2016    | Ткачиха Ошского шёлкового комбината имени ВЛКСМ Министерства лёгкой промышленности Киргизской ССР | 05.04.1971      | [ ГС 60 ]  |
| 71.000002 | Суорун-Омоллоон                    | 14.09.1906 — 25.06.2005 | Писатель, общественный деятель, Якутская АССР | 24.04.1991      | [ ГС 61 ]  |
| 72        | Супиев Дадаартык                   | 1926 — ????             | Бригадир полеводческой бригады колхоза имени Хрущёва Алты-Арыкского района Ферганской области | 11.01.1957      | [ ГС 62 ]  |
| 73        | Супрун Александр Макарович         | 14.05.1914 — 11.02.2000 | Председатель колхоза имени Ленина Черкасского района Черкасской области | 22.03.1966      | [ ГС 63 ]  |
| 74        | Супрун Прасковья Митрофановна      | 1910 — ????             | Звеньевая колхоза «Червоный Жовтень» Купянского района Харьковской области | 16.02.1948      | [ ГС 64 ]  |
| 75        | Супруненко Борис Андреевич         | 05.08.1913 — 03.12.2006 | Старший механик плавбазы «Тунгус» управления экспедиционного лова Балтийского рыбопромышленного треста, Калининградская область                                                                           | 31.05.1958      | [ ГС 65 ]  |
| 76        | Супруненко Виктор Петрович         | 05.10.1928 — 02.11.1996 | Бригадир электромонтажников Нижнетагильского монтажного управления треста «Уралэлектромонтаж» Министерства монтажных и специальных строительных работ СССР, Свердловская область                          | 27.04.1978      | [ ГС 66 ]  |
| 77        | Сураганов Курмангали               | 03.03.1928 — 05.05.2004 | Комбайнёр совхоза «Приишимский» Сергеевского района Северо-Казахстанской области | 19.04.1967      | [ ГС 67 ]  |
| 78        | Сургучёв Георгий Александрович     | 22.04.1909 — 10.03.1974 | Директор Московского станкостроительного завода «Красный пролетарий» имени А. И. Ефремова Министерства станкостроительной и инструментальной промышленности СССР                                          | 05.04.1971      | [ ГС 68 ]  |
| 79        | Сурженко Василий Тимофеевич        | род. 08.02.1928         | Тракторист конного завода имени Будённого Сальского района Ростовской области | 11.01.1957      | [ ГС 69 ]  |
| 80        | Сурик Владимир Иосифович           | 26.09.1918 — 09.06.1993 | Бригадир колхоза «Красный латгалец» Бирилюсского района Красноярского края | 07.01.1948      | [ ГС 70 ]  |
| 81        | Суриков Владимир Гаврилович        | 16.01.1928 — 04.10.2018 | Директор Яхромского совхоза-техникума Дмитровского района Московской области | 29.08.1986      | [ ГС 71 ]  |
| 82        | Сурин Николай Сергеевич            | 22.06.1913 — 01.02.1971 | Председатель колхоза «Пламя» Коммунистического района Московской области | 19.02.1948      |            |
| 83        | Сурков Александр Иванович          | 21.11.1902 — 1953       | Начальник железнодорожной станции Сарепта Сталинградской железной дороги | 05.11.1943      | [ ГС 72 ]  |
| 84        | Сурков Алексей Александрович       | 13.10.1899 — 14.06.1983 | Русский советский поэт, общественный деятель, гор. Москва | 14.10.1969      | [ ГС 73 ]  |
| 85        | Сурманидзе Хасан Маирович          | 1920—1998               | Звеньевой колхоза имени Стаханова Хулойского района Аджарской АССР | 03.05.1949      | [ ГС 74 ]  |
| 86        | Суров Николай Семёнович            | 20.05.1930 — 22.05.2007 | Колхозник колхоза имени Сталина Вурнарского района Чувашской АССР | 13.07.1950      | [ ГС 75 ]  |
| 87        | Суровцев Анатолий Михеевич         | 29.05.1935 — 30.07.2022 | Бригадир комплексной бригады монтажного управления № 5 домостроительного комбината № 1 Главмосстроя, гор. Москва                                                                                          | 09.08.1979      | [ ГС 76 ]  |
| 88        | Суровцев Виктор Николаевич         | 18.01.1914 — 19.10.1989 | Главный зоотехник Жигулёвской птицефабрики Волжского района Куйбышевской области | 22.03.1966      | [ ГС 77 ]  |
| 89        | Суровцев Эварист Минович           | 20.12.1907 — ????       | Бывший секретарь Тандинского райкома ВКП(б), Тувинская автономная область | 10.06.1949      | [ ГС 78 ]  |
| 90        | Суровцева Мария Фёдоровна          | 26.11.1908 — 04.06.1990 | Звеньевая колхоза «20 лет Октября» Елецкого района Орловской области | 12.03.1949      | [ ГС 79 ]  |
| 91        | Суродеев Николай Максимович        | 09.12.1921 — 21.11.2004 | Председатель колхоза имени Ленина Дубёнского района Мордовской АССР | 08.04.1971      | [ ГС 80 ]  |
| 92        | Суслина Мария Дмитриевна           | 1922 — ????             | Звеньевая Алма-Атинского табаководческого совхоза Министерства пищевой промышленности СССР, Илийский район Алма-Атинской области                                                                          | 06.05.1949      | [ ГС 81 ]  |
| 93        | Суслина Мария Сергеевна            | 05.12.1928 — 17.03.2009 | Звеньевая по откорму крупного рогатого скота совхоза «Россия» Земетчинского района Пензенской области | 08.04.1971      | [ ГС 82 ]  |
| 94        | Суслов Геннадий Васильевич         | 01.01.1937 — 29.06.2009 | Бригадир укрупнённой комплексной бригады докеров-механизаторов Новороссийского морского торгового порта Министерства морского флота СССР, Краснодарский край                                              | 01.07.1982      | [ ГС 83 ]  |
| 95        | Суслов Николай Иванович            | 19.12.1932 — 04.02.2016 | Бригадир слесарей радиохимического завода Горно-химического комбината Министерства среднего машиностроения СССР, Красноярский край                                                                        | 26.04.1971      | [ ГС 84 ]  |
| 96        | Суслова Пелагея Фёдоровна          | 19.10.1891 — ????       | Доярка племенного молочного совхоза «Караваево» Министерства совхозов СССР, Костромской район Костромской области                                                                                         | 12.07.1949      | [ ГС 85 ]  |
| 97        | Сусляков Иван Алексеевич           | 1927 — ????             | Машинист горного комбайна шахты № 31 комбината «Карагандауголь» Министерства угольной промышленности СССР, Карагандинская область                                                                         | 30.03.1971      | [ ГС 86 ]  |
| 98        | Сусляков Николай Леонтьевич        | 28.12.1921 — 24.12.1995 | Литейщик Ковровского завода имени В. А. Дегтярёва Министерства оборонной промышленности СССР, Владимирская область                                                                                        | 11.01.1974      | [ ГС 87 ]  |
| 99        | Сусников Александр Алексеевич      | 1901 — 01.1987          | Главный инженер, заместитель директора Государственного проектно-исследовательского института «Гипростройиндустрия» Госстроя СССР, гор. Москва                                                            | 28.01.1960      |            |
| 100       | Сусяк Михаил Евстафьевич           | 17.07.1929 — 03.04.2000 | Буровой мастер Долинского управления буровых работ объединения «Укрнефть» Министерства нефтяной промышленности СССР, Ивано-Франковская область                                                            | 30.03.1971      |            |
| 101       | Сутжанов Байзек                    | 1928 — 08.05.1996       | Бригадир трубоукладчиков управления «Экибастузспецшахтострой» комбината «Экибастузспецшахтострой» Министерства угольной промышленности СССР, гор. Экибастуз Павлодарской области                          | 29.08.1980      | [ ГС 88 ]  |
| 102       | Сутырин Валерий Александрович      | 14.03.1905 — 06.01.1968 | Директор Кировского машиностроительного завода имени XX партсъезда КПСС Министерства авиационной промышленности СССР, гор. Киров                                                                          | 22.07.1966      | [ ГС 89 ]  |
| 103       | Сутягин Иван Евграфович            | 21.01.1928 — 30.03.2013 | Машинист горного комбайна шахты «Буланаш-4» треста «Егоршинуголь» комбината «Свердловскуголь» Министерства угольной промышленности СССР, Свердловская область                                             | 29.06.1966      | [ ГС 90 ]  |
| 104       | Суфихонова Фатима                  | 06.10.1928 — 18.06.2019 | Звеньевая по шелководству колхоза имени Сталина Калаи-Хумбского района Горно-Бадахшанской автономной области                                                                                              | 07.03.1960      | [ ГС 91 ]  |
| 105       | Суфиянов Аглулла Гибатович         | 25.02.1927 — 06.02.2009 | Бригадир проходчиков Маслянского рудника Зыряновского свинцового комбината Восточно-Казахстанского совнархоза                                                                                             | 09.06.1961      | [ ГС 92 ]  |
| 106       | Суфиянова Сафура Рафиковна         | 01.07.1930 — 19.10.2001 | Доярка колхоза «Завет Ленина» Альшеевского района Башкирской АССР | 08.04.1971      | [ ГС 93 ]  |
| 107       | Суханов Александр Сергеевич        | 06.05.1933 — 28.09.1989 | Бригадир проходчиков строительно-монтажного управления № 8 Московского метрополитена Министерства транспортного строительства СССР                                                                        | 30.04.1976      | [ ГС 94 ]  |
| 108       | Суханов Алексей Михайлович         | род. 1925               | Машинист бетоноукладочной машины дорожно-строительного управления № 1 Министерства строительства и эксплуатации автомобильных дорог РСФСР, гор. Челябинск                                                 | 04.05.1971      |            |
| 109       | Суханов Владимир Никифорович       | 08.12.1925 — 02.09.1994 | Машинист горного комбайна шахты № 77 комбината «Кадиевуголь» Министерства угольной промышленности Украинской ССР, Ворошиловградская область                                                               | 30.03.1971      | [ ГС 95 ]  |
| 110       | Суханов Герман Константинович      | 10.09.1910 — 23.08.1996 | Заместитель начальника отдела Братской ГЭС института «Гидропроект» имени С. Я. Жука Министерства энергетики и электрификации СССР, гор. Москва                                                            | 23.02.1966      | [ ГС 96 ]  |
| 111       | Сухарчук Михаил Григорьевич        | 1925 — ????             | Бригадир комплексной бригады колхоза «Заря коммунизма» Любашёвского района Одесской области | 08.04.1971      | [ ГС 97 ]  |
| 112       | Сухачёв Владимир Михайлович        | 1926 — ????             | Работник предприятия Министерства тяжёлого, энергетического и транспортного машиностроения СССР, Донецкая область                                                                                         | 29.08.1969      |            |
| 113       | Сухачёв Иван Дмитриевич            | 1930 — 18.09.1994       | Тракторист Абрамовского леспромхоза Министерства лесной и деревообрабатывающей промышленности СССР, Тымовский район Сахалинской области                                                                   | 07.05.1971      | [ ГС 98 ]  |
| 114       | Сухецкий Пётр Петрович             | 08.11.1937 — 11.08.2005 | Механизатор колхоза «Прогресс» Ракитнянского района Киевской области | 08.12.1973      |            |
| 115       | Сухий Николай Андреевич            | 30.04.1922 — 17.02.2016 | Начальник Копыльского районного производственного управления сельского хозяйства Минской области | 23.06.1966      | [ ГС 99 ]  |
| 116       | Сухин Анна Григорьевна             | 27.12.1923 — 10.03.2013 | Звеньевая колхоза имени Чкалова Ново-Московского района Днепропетровской области | 04.03.1949      | [ ГС 100 ] |
| 117       | Сухина Мефодий Дементьевич         | 1923 — 17.11.1991       | Бригадир тракторной бригады колхоза имени Петровского Тростянецкого района Винницкой области | 08.04.1971      | [ ГС 101 ] |
| 118       | Сухинина Валентина Васильевна      | 01.12.1925 — 01.09.2008 | Птичница птицеводческого совхоза «Загорский» Министерства совхозов СССР, Загорский район Московской области                                                                                               | 07.02.1952      | [ ГС 102 ] |
| 119       | Сухов Александр Иванович           | 1913 — ????             | Агроном колхоза «Искра» Ленинск-Кузнецкого района Кемеровской области | 25.02.1949      | [ ГС 103 ] |
| 120       | Сухов Иван Васильевич              | 13.11.1908 — 12.04.1982 | Управляющий фермой совхоза имени Чкалова Ленинск-Кузнецкого района Кемеровской области | 22.03.1966      | [ ГС 104 ] |
| 121       | Сухова Анастасия Алексеевна        | 1916 — 08.06.1990       | Бригадир Орловской дистанции пути Московско-Курско-Донбасской железной дороги, Орловская область | 01.08.1959      | [ ГС 105 ] |
| 122       | Сухова Валентина Семёновна         | 1912 — ????             | Бригадир колхоза «Искра» Ленинск-Кузнецкого района Кемеровской области | 25.02.1949      | [ ГС 106 ] |
| 123       | Суховерхов Василий Кузьмич         | 1914 — ????             | Директор 2-й Сталинабадской МТС Сталинабадской области | 26.06.1951      |            |
| 124       | Суходеев Павел Филиппович          | 01.09.1927 — 1966       | Комбайнёр Краснинской МТС Ленинск-Кузнецкого района Кемеровской области | 11.01.1957      | [ ГС 107 ] |
| 125       | Сухомлинский Василий Александрович | 28.09.1918 — 02.09.1970 | Директор Павлышской средней школы Онуфриевского района Кировоградской области, член-корреспондент Академии педагогических наук СССР                                                                       | 01.07.1968      | [ ГС 108 ] |
| 126       | Сухондяевский Авенир Павлович      | 27.11.1915 — 30.10.1981 | Капитан-директор большого морозильного рыболовного траулера «Казань» управления «Запрыбхолодфлот», Калининградская область                                                                                | 13.04.1963      | [ ГС 109 ] |
| 127       | Сухонос Владимир Трофимович        | 14.03.1926 — 05.03.2007 | Старший машинист экскаватора Прикаспийского горно-металлургического комбината Министерства среднего машиностроения СССР, гор. Шевченко Гурьевской области                                                 | 26.04.1971      | [ ГС 110 ] |
| 128       | Сухоребская Анна Ивановна          | 01.01.1938 — 1981       | Птичница Городищенской птицефабрики Барановичского района Брестской области | 22.03.1966      | [ ГС 111 ] |
| 129       | Сухорук Пётр Маркович              | 17.04.1939 — 24.09.2000 | Звеньевой колхоза имени Горького Глобинского района Полтавской области | 06.06.1984      | [ ГС 112 ] |
| 130       | Сухоруков Алексей Фадеевич         | 12.06.1928 — 08.01.2001 | Бригадир столяров строительно-монтажного управления № 1 Первого строительно-монтажного треста Министерства среднего машиностроения СССР, гор. Москва                                                      | 26.04.1971      | [ ГС 113 ] |
| 131       | Сухоруков Сергей Иванович          | 06.05.1932 — 25.03.2005 | Токарь Саратовского авиационного завода Министерства авиационной промышленности СССР | 19.09.1977      | [ ГС 114 ] |
| 132       | Сухорукова Анна Ивановна           | 10.04.1919 — 25.09.1984 | Звеньевая колхоза «Красный маяк» Панинского района Воронежской области | 18.01.1948      | [ ГС 115 ] |
| 133       | Сухорученко Пётр Николаевич        | 18.12.1927 — 28.03.2009 | Звеньевой совхоза «Целинский» Целинского района Ростовской области | 22.03.1966      | [ ГС 116 ] |
| 134       | Сухочев Иван Константинович        | 20.12.1920 — 09.2016    | Председатель колхоза «8 Марта» Черемисиновского района Курской области | 11.12.1973      | [ ГС 117 ] |
| 135       | Сучков Дмитрий Яковлевич           | 24.02.1930 — 03.07.2007 | Звеньевой колхоза «Вперёд» Шацкого района Рязанской области | 11.12.1973      | [ ГС 118 ] |
| 136       | Сучкова Татьяна Фёдоровна          | 1898 — ????             | Доярка колхоза «Луч» Красногорского района Московской области | 18.09.1950      | [ ГС 119 ] |
| 137       | Сучугов Андрей Васильевич          | 31.08.1903 — 08.05.1988 | Председатель колхоза «Вперёд» Шацкого района Рязанской области | 08.01.1960      | [ ГС 120 ] |
| 138       | Сушко Иван Пантелеймонович         | 26.09.1932 — 29.12.2003 | Слесарь Ахтырского завода «Промсвязь» Министерства связи СССР, Сумская область | 16.01.1974      | [ ГС 121 ] |
| 139       | Сушков Александр Петрович          | 14.04.1926 — 30.08.2018 | Комбайнёр совхоза «Заря» Жердевского района Тамбовской области | 11.12.1973      | [ ГС 122 ] |
| 140       | Сушков Иван Андреевич              | 15.02.1925 — 16.03.1995 | Машинист экскаватора специализированного управления «Мехземстрой» треста «Спецстрой» Министерства строительства предприятий тяжёлой индустрии СССР, Липецкая область                                      | 03.09.1980      | [ ГС 123 ] |
| 141       | Сушков Пётр Иванович               | 22.11.1930 — 07.09.2004 | Бригадир комплексной бригады строительного управления № 4 треста «Липецкметаллургстрой» Министерства строительства предприятий тяжёлой индустрии СССР, гор. Липецк                                        | 18.02.1976      | [ ГС 124 ] |
| 142       | Сущенко Григорий Афанасьевич       | 14.08.1931 — 07.03.1985 | Мастер-наставник Дальзавода Министерства судостроительной промышленности СССР, гор. Владивосток Приморского края                                                                                          | 25.07.1966      | [ ГС 125 ] |
| 143       | Сущеня Григорий Павлович           | 22.10.1918 — 27.11.1989 | Бригадир тракторной бригады Любаньской МТС Бобруйской области | 03.07.1951      | [ ГС 126 ] |
| 144       | Суюнов Хурам                       | род. 09.01.1928         | Звеньевой колхоза «9 Января» Пахтаабадского района Сталинабадской области | 01.03.1948      |            |
| 145       | Суюшов Иван Иванович               | 11.04.1928 — 13.10.1983 | Бригадир комплексной бригады колхоза «Дружба» Ардатовского района Мордовской АССР | 08.04.1971      | [ ГС 127 ] |
| 146       | Суятинов Николай Григорьевич       | 21.07.1915 — 30.06.2011 | Старший производитель работ специализированного управления № 7 сварочно-монтажного треста Министерства газовой промышленности СССР, Воронежская область                                                   | 14.10.1967      | [ ГС 128 ] |
| 147       | Схулухия Винари Григорьевна        | род. 1942               | Колхозница колхоза имени Схулухия Зугдидского района Грузинской ССР | 02.04.1966      | [ ГС 129 ] |
| 148       | Сыдыков Заманбек                   | род. 1936               | Старший чабан совхоза имени Амангельды Кировского района Сырдарьинской области | 22.03.1966      |            |
| 149       | Сыдыков Шарип                      | 1926 — ????             | Старший чабан совхоза «Коммунизм» Кочкорского района Киргизской ССР | 22.03.1966      | [ ГС 130 ] |
| 150       | Сыдыкова Мукен                     | род. 1933               | Швея-мотористка Фрунзенского производственного швейного объединения «1 Мая» Министерства лёгкой промышленности Киргизской ССР                                                                             | 17.03.1981      | [ ГС 131 ] |
| 151       | Сыздыков Абу                       | 05.09.1919 — 13.07.1973 | Бригадир тракторной бригады Чаглинской МТС Советского района Северо-Казахстанской области | 11.01.1957      | [ ГС 132 ] |
| 152       | Сыздыков Абу                       | 1896—1989               | Старший чабан колхоза имени Чкалова Амангельдинского района Кустанайской области | 23.07.1948      | [ ГС 133 ] |
| 153       | Сыздыков Абылкас                   | 1928—1997               | Старший чабан колхоза имени Сталина Джезказганского района Карагандинской области | 12.07.1949      | [ ГС 134 ] |
| 154       | Сыздыков Джолчи                    | 13.04.1912 — 06.04.1975 | Составитель поездов станции Джамбул Казахской железной дороги, Джамбулская область | 01.08.1959      | [ ГС 135 ] |
| 155       | Сыздыков Жанпеис                   | 1895—1979               | Старший чабан совхоза «Бескарагайский» Лебяжинского района Павлодарской области | 29.03.1958      | [ ГС 136 ] |
| 156       | Сынгаевский Владимир Васильевич    | 01.05.1924 — 05.12.2016 | Крановщик Коростенской механизированной дистанции погрузочно-разгрузочных работ Юго-Западной железной дороги, Житомирская область                                                                         | 16.01.1974      | [ ГС 137 ] |
| 157       | Сындаров Кузыбакар                 | 1924 — ????             | Председатель колхоза «Ленинград» Сырдарьинского района Сырдарьинской области | 25.12.1976      | [ ГС 138 ] |
| 158       | Сыпитый Константин Мартынович      | 21.05.1916 — 25.10.1992 | Бригадир штукатуров Горловского строительного управления № 1 треста «Артёмжилстрой» Министерства строительства предприятий угольной промышленности Украинской ССР, Сталинская область                     | 26.04.1957      | [ ГС 139 ] |
| 159       | Сырбаев Ахметкали Иргалиевич       | 1928—1973               | Механик парохода «Александр Попов» Главного управления речного флота при Совете Министров Казахской ССР, гор. Семипалатинск                                                                               | 04.05.1971      | [ ГС 140 ] |
| 160       | Сырникова Евдокия Ивановна         | 1918 — 22.04.2001       | Доярка колхоза имени Дзержинского Екатериновского района Саратовской области | 22.03.1966      | [ ГС 141 ] |
| 161       | Сыромятников Николай Васильевич    | 13.12.1912 — 23.10.1984 | Бригадир тракторной бригады Толстихинской МТС Уярского района Красноярского края | 01.06.1949      | [ ГС 142 ] |
| 162       | Сыромятникова Анна Семёновна       | 31.07.1923 — 29.05.2007 | Вырубщица обувного производственного объединения «Уралобувь» Министерства лёгкой промышленности РСФСР, гор. Свердловск                                                                                    | 09.06.1966      | [ ГС 143 ] |
| 163       | Сыромятникова Мария Михайловна     | 1927 — 24.04.2007       | Звеньевая колхоза имени Крупской Кромского района Орловской области | 30.04.1966      | [ ГС 144 ] |
| 164       | Сыромятникова Мария Фоминична      | 05.04.1924 — 18.01.2018 | Строчильщица Кунгурского кожевенно-обувного комбината Министерства лёгкой промышленности РСФСР, Пермская область                                                                                          | 05.04.1971      | [ ГС 145 ] |
| 165       | Сысков Игорь Васильевич            | род. 1929               | Звеньевой совхоза «Четкаринский» Пышминского района Свердловской области | 08.04.1971      | [ ГС 146 ] |
| 166       | Сысоев Иван Фёдорович              | 01.06.1932 — 05.02.2008 | Бригадир укрупнённой комплексной бригады докеров-механизаторов Ленинградского морского торгового порта Министерства морского флота СССР                                                                   | 01.07.1982      | [ ГС 147 ] |
| 167       | Сысоев Николай Васильевич          | 08.04.1911 — 20.02.1998 | Бригадир каменщиков строительного управления № 2 треста № 1 Горьковского совнархоза, гор. Горький | 09.08.1958      | [ ГС 148 ] |
| 168       | Сысоев Пётр Александрович          | 25.01.1911 — 05.01.1991 | Директор Красноярского машиностроительного завода имени В. И. Ленина Министерства общего машиностроения СССР                                                                                              | 26.07.1966      | [ ГС 149 ] |
| 169       | Сысоев Пётр Михайлович             | 1925—1991               | Бригадир слесарей-монтажников Судостроительного завода № 199 имени Ленинского Комсомола Министерства судостроительной промышленности СССР, гор. Комсомольск-на-Амуре Хабаровского края                    | 25.07.1966      | [ ГС 150 ] |
| 170       | Сысоева Анна Яковлевна             | 11.02.1923 — 20.03.1997 | Звеньевая зернового совхоза «Тихорецкий» Министерства совхозов СССР, Тихорецкий район Краснодарского края                                                                                                 | 11.02.1949      | [ ГС 151 ] |
| 171       | Сытник Кузьма Малофеевич           | 05.05.1915 — 02.12.2009 | Бригадир комплексной бригады колхоза имени Сталина Днепропетровского района Днепропетровской области | 26.02.1958      | [ ГС 152 ] |
| 172       | Сытов Николай Петрович             | 22.05.1921 — 01.09.2004 | Начальник — главный конструктор Центрального конструкторского бюро «Балтсудпроект» Министерства судостроительной промышленности СССР, гор. Ленинград                                                      | 10.03.1981      | [ ГС 153 ] |
| 173       | Сыцко Анатолий Викторович          | 05.04.1913 — 29.09.1984 | Управляющий трестом «Сталинскпромстрой» Кемеровского совнархоза | 09.08.1958      | [ ГС 154 ] |
| 174       | Сыч Павел Кириллович               | 22.03.1920 — 17.09.1996 | Первый секретарь Менского райкома Компартии Украины, Черниговская область | 08.12.1973      | [ ГС 155 ] |
| 175       | Сычёв Анатолий Устинович           | 1932—1982               | Звеньевой колхоза «Серп и молот» Пестравского района Куйбышевской области | 23.12.1976      | [ ГС 156 ] |
| 176       | Сычёв Пётр Иванович                | 19.01.1906 — 04.08.1969 | Председатель колхоза имени Орджоникидзе Козельского района Калужской области | 23.06.1966      | [ ГС 157 ] |
| 177       | Сыченко Иван Логинович             | 24.04.1915 — 24.03.2012 | Бригадир тракторной бригады Щетинкинской МТС Красноярского края | 21.02.1949      | [ ГС 158 ] |
| 178       | Сычугов Андрей Григорьевич         | 15.11.1912 — 1975       | Бригадир Фрунзенской экспериментальной фермы Киргизского научно-исследовательского института животноводства                                                                                               | 16.10.1950      | [ ГС 159 ] |
| 179       | Сычугов Виктор Михайлович          | 16.03.1920 — 12.07.1991 | Шофёр автобазы № 5 Министерства автомобильного транспорта и шоссейных дорог РСФСР, гор. Свердловск | 05.10.1966      | [ ГС 160 ] |
| 180       | Сычук Александр Емельянович        | 13.03.1930 — 11.03.2018 | Комбайнёр совхоза «Хайрузовский» Большенарымского района Восточно-Казахстанской области | 19.04.1967      | [ ГС 161 ] |
| 181       | Сюсюкова Мария Петровна            | 19.08.1930 — 24.04.2017 | Звеньевая совхоза «Днепровский» Каменско-Днепровского района Запорожской области | 30.04.1966      | [ ГС 162 ] |
| 182       | Сюткин Дмитрий Гаврилович          | 01.11.1911 — 12.06.2002 | Буровой мастер комплексной экспедиции Иркутского геологического управления Министерства геологии РСФСР | 04.07.1966      | [ ГС 163 ] |
| 183       | Сябаева Татьяна Михайловна         | 24.01.1917 — 25.10.1986 | Доярка совхоза «Борская ферма» Борского района Горьковской области | 12.03.1958      | [ ГС 164 ] |
| 184       | Сяглов Виктор Семёнович            | 27.10.1927 — 04.11.1993 | Первый секретарь Нижнедевицкого райкома КПСС, Воронежская область | 11.12.1973      | [ ГС 165 ] |
| 185       | Сяплов Фёдор Алексеевич            | 12.02.1912 — 24.11.1976 | Председатель колхоза имени Ф. Энгельса Ново-Малыклинского района Ульяновской области | 27.02.1948      | [ ГС 166 ] |

| Навигационная таблица | Навигационная таблица    |
| --------------------- | ------------------------ |
| «С»                   | Саакян — Сальникова      |
| «С»                   | Самадалашвили — Саяхимов |
| «С»                   | Сборщикова — Сечина      |
| «С»                   | Сибиркин — Сиюхов        |
| «С»                   | Скаженик — Смыслин       |
| «С»                   | Снегирёв — Союстов       |
| «С»                   | Спаривак — Стычинский    |
| «С»                   | Субаев — Сяплов          |